# Епоха
Історична епоха — термін для позначення єдності якісного стану суспільної системи та історичного часу; категорія, в якій фокусується динамічний аспект соціального простору й часу, пов'язаного з діяльністю людей, їхньою соціальною активністю.

## Вживання терміна
Поняття «Епоха історична» вживають для позначення своєрідності певного відтинку часу, історії;  Епоха історична охоплює весь конкретно-історичний зміст певного етапу історії. Вживається також для позначення подій, що відіграють вирішальну роль і пов'язані з принциповими якісними змінами в житті суспільства.

Іноді поняття «Історична  Епоха» розглядають як таке, що фіксує поверхове, плинне в суспільному житті, те, що не повторювалося в минулому, не має значення для майбутнього (Гегель).

Історична Епоха може означати також час кризи, занепаду, краху. З поняттям «Історична  Епоха» пов'язують вичленування певного моменту неповторності, безпрецедентності, дискретності соціального часу.

## Сучасне літочислення
У всіх державах Європи та більшості країн світу сучасне літочислення нашої ери, включно з XXI століттям та 3-тім тисячоліттям ведеться від Різдва Христового і позначається латинською > Anno Domini, або скорочено: A.D./AD.  Повністю фраза звучить: лат. Anno Domini Nostri Iesu Christi (року Господа нашого Ісуса Христа). За таким літочисленням нульового року немає, тому 1 рік AD (нової ери) йде відразу ж після 1 року до Різдва Христового (до нової ери). 
В українській мові вживається відповідник "рік Божий", "року Божого" (р. Б.).